# Jindra Bartošová
Jindra Bartošová (* 26. květen 1962 Praha) je bývalá česká herečka.
Pochází z Prahy. Ve svém raném mládí navštěvovala krátce lidovou školu umění, kde se zaměřovala většinou na zpěv a divadelní hru. V tomto období byla její oblíbenou zálibou také skicová malba. V letech 1978–1983 studovala hereckou konzervatoř. Po absolutoriu získala angažmá v divadle Semafor, ve kterém hrála několik let v inscenacích Smutek bláznivých panen, Dr. Johann Faust a Případ Eleonora. Zahrála si řadu rolí ve filmu, v televizi, zkušenosti měla i s dabingem.

## Film
Začátkem druhé poloviny sedmdesátých let se jí podařilo projít konkurzem na celovečerní rodinný film Leť, ptáku, leť! z roku 1978, kde si zahrála roli Markéty a zároveň tím i debutovala ve filmu. Výraznou roli si pak zahrála ve filmu Evo, vdej se! (1983) s komediálním nádechem, který natočila režisérka Jaroslava Vošmiková podle námětu Haliny Pawlovské. V tomto filmu si zahrála svou jedinou a zatím poslední hlavní roli v celovečerním filmu. Během osmdesátých let se pak Jindra Bartošová ještě ukázala v menších rolích ve filmech V hlavní roli Oldřich Nový, V podstatě jsme normální a Prodloužený čas.

## Televizní tvorba
Na konci sedmdesátých let na sebe výrazně upozornila v dramatickém šestidílném televizním seriálu Zkoušky z dospělosti (1979), kde svou hlavní rolí ztělesnila mírně naivní a milou romantičku Lucii. Seriál se natáčel především v Chrudimi a jejím okolí. Režisér Jiří Adamec říká "Hledali jsme pro hlavní roli někoho, kdo měl v té době málo hereckých zkušeností. Nakonec jsme vybrali Jindru Bartošovou, odpovídala našim představám svým typem a právě tím, že v herecké profesi začínala". Objevila se spolu s dalšími herci ze Zkoušek z dospělosti i jako komparzistka ve druhém díle seriálu Inženýrská odysea (1979). Je tomu tak proto, že oba seriály se natáčely ve stejnou dobu a v sousedních studiích, a herci tak mimo svou roli často vypomáhali v menších rolích v konkurenčním seriálu. Pamětnici (herci) vzpomínají na to, že zatímco ve "Zkouškách" panovala uvolněná atmosféra, v "Odysei" panovala přísná. V osmdesátých letech Jindra Bartošová vystupovala převážně v kladných rolích v televizních pohádkách Maruška, Kouzelnice od křídového potoka, Strom pohádek. Zahrála si také v bakalářské povídce V porodnici (1981), a filmu Přezůvky štěstí (1986), pod režijním vedením Juraje Herze. V r. 1988 se ukázala před kamerou naposledy v televizní pohádce Čertova skála (režie Vladimír Karlík).

## Dabing
Příležitostně také dabovala zahraniční filmy: 1989 Bolest lásky - Sophie d'Aulan (Diane), 1988 Buď nevěrná a nedívej se s kým - Ana Belén (Rosa), 1988 Capablanca - Jelena Kostinova (Silvina), 1988 Tři dny Kondora - Carlin Glynn (Mae Barberová), 1988 Třináctá nevěsta - Petya Miladinova (Elena), 1987 Až naprší a uschne... - Marina Jakovleva (pták Ohnivák), seriál: 1988 Muž bez domova - Sallyann Webster (Teppitová)

## Současnost
Od počátku 90. let se již herectví nevěnuje. Odstěhovala se do finských Helsinek. V roce 2006 absolvovala University of Jyväskylä. Provdala se a v současné době se profesně věnuje předškolní výchově dětí.